# Antoine Nguyên Van Thien
Antoine Nguyễn Văn Thiện (Cái Cồn, 13 de marzo de 1906 – Niza, 13 de mayo de 2012) fue un obispo católico vietnamita, el más longevo de la Iglesia Católica con 106 años. Fue uno de los últimos obispos que sirvió en Vietnam del Sur.
Thiện fue ordenado sacerdote el 20 de febrero de 1932. Fue nombrado obispo de Vĩnh Long en noviembre de 196, recibiendo la consagración episcopal en enero de 1961. Renunció a esa posición en 1968 y fue nombrado obispo titular de Hispellum ese mismo mes. Se convirtió en el obispo más longevo el 6 de octubre de 2005, con la muerte del obispo Ettore Cunial a los 99 años.
Thiện murió en Niza, el 13 de mayo de 2012, a los 106 años. El francés Géry Leuliet se convirtió en el obispo más anciano a su muerte.